# Mathieu de Combarel de Leyval
Pour les articles homonymes, voir Combarel.
Mathieu Louis Désiré de Combarel de Leyval est un homme politique français né le 11 février 1808 à Vernet-la-Varenne (Puy-de-Dôme) et mort le 24 avril 1869 à Clermont-Ferrand.

## Biographie
Propriétaire, conseiller général, il est député du Puy-de-Dôme de 1839 à 1851, siégeant à gauche, dans le Tiers-Parti sous la Monarchie de Juillet, puis à droite sous la Deuxième République. Bien que soutenant le gouvernement, il n'est pas investi comme candidat officiel en 1852 et est battu.
À sa mort, il était chevalier de la Légion d'honneur.

## Sources
- « Mathieu de Combarel de Leyval », dans Adolphe Robert et Gaston Cougny, Dictionnaire des parlementaires français, Edgar Bourloton, 1889-1891 [détail de l’édition]